# Jacky Durand
Jacky Durand (10 de fevereiro de 1967) é um ex-ciclista francês, que foi profissional entre 1990 e 2004. Terminou em segundo lugar na competição Volta à Polónia de 1998.

## Equipes
- Systema U (1989)
- Castorama (1990-1995)
- Agrigel-La Creuse-Fenioux (1996)
- Casino (1997-1998)
- Silence-Lotto (1999-2000)
- Française des Jeux (2001-2003)
- Landbouwkrediet-Colnago (2004)